# Monumento a Artigas
O Monumento a Artigas é um monumento dedicado ao herói uruguaio José Gervasio Artigas. Está localizado no centro da Praça Independência, em Montevidéu. Inaugurado em 28 de fevereiro de 1923, consiste em uma estátua equestre e, abaixo dela, o mausoléu onde repousam os restos mortais de Artigas.

## Características

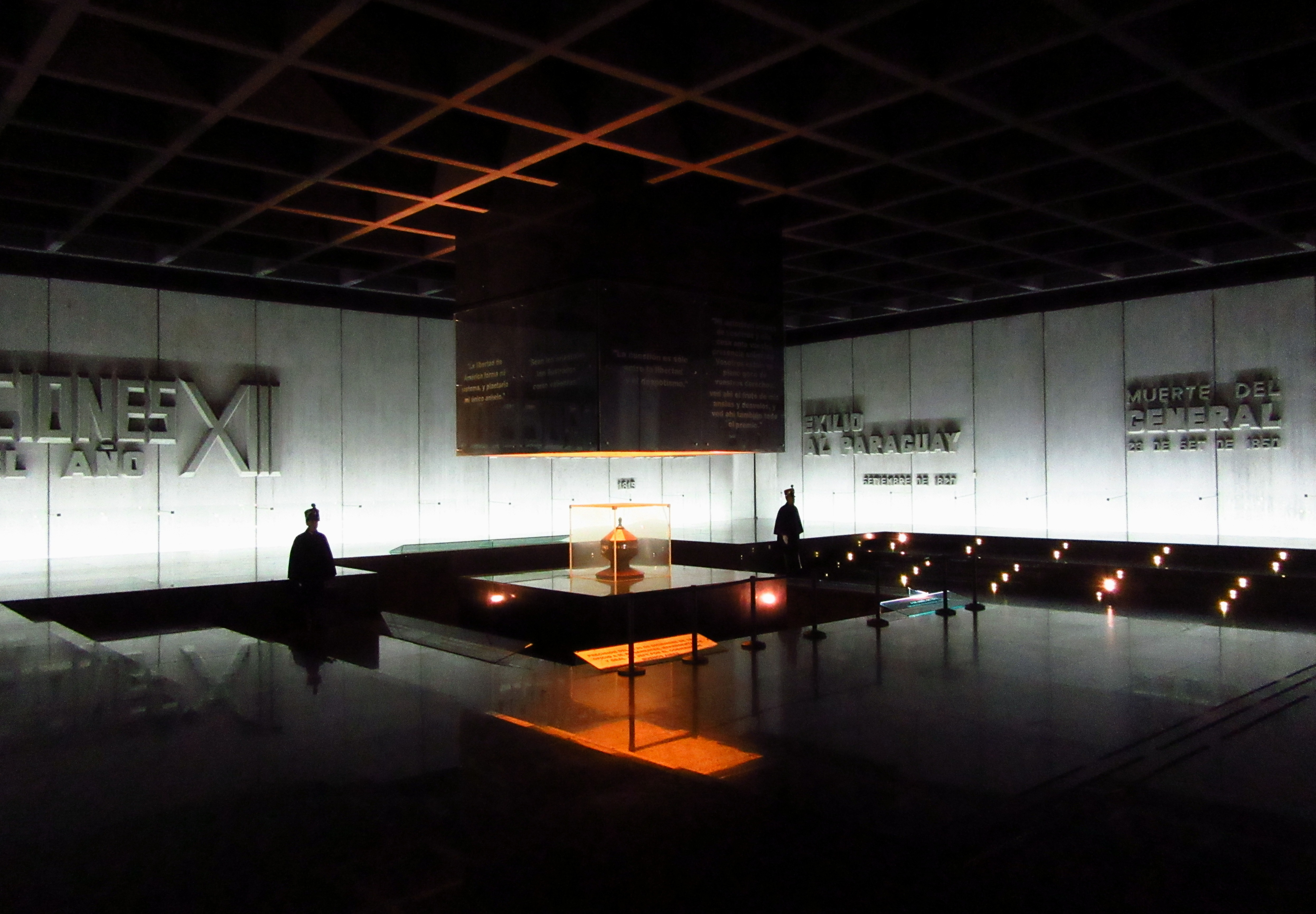
Interior do mausoléu com os restos mortais de Artigas.

O monumento é composto por um pedestal escalonado com base de granito cinza polido, que é circundado por um friso de bronze de quase dois metros de altura, representando o povo do Êxodo Oriental e sustentando simbolicamente no alto a figura equestre de Artigas, vestido com um poncho, segurando as rédeas de seu cavalo com a mão esquerda e as Instruções do ano XIII com a mão direita.
A escultura é feita de bronze, fundida na Itália e transportada para o Uruguai, onde foi montada. A base e a escultura juntas atingem uma altura de 17 metros.
Em setembro de 1974, foi ordenada a criação de um mausoléu subterrâneo para abrigar os restos mortais de José Gervasio Artigas, que foram removidos do Panteão Nacional do Cemitério Central em 1972 e transferidos para a Praça em 19 de junho de 1977. O mausoléu passou por uma remodelação entre 2010 e 2012.

## História

### Primeiro concurso
O impulso inicial para a construção da escultura remonta ao governo de Máximo Santos. Em 1882, uma lei apresentada por vários legisladores foi aprovada promovendo a construção de um monumento em homenagem a Artigas. Devido ao seu status como elo entre a cidade antiga e a nova, a Praça Independência foi o local escolhido para a estátua.
Em 25 de agosto de 1884, foi lançada a pedra fundamental e, no ano seguinte, foi realizado um concurso entre artistas nacionais e internacionais para selecionar um modelo para a escultura. O escultor Federico Soneira Villademoros venceu o concurso, embora o projeto nunca tenha sido concluído.
Antecipando a construção do monumento, Juan Manuel Blanes pintou uma pintura a óleo representando várias figuras políticas e militares, ao fundo da qual aparece uma estátua de Artigas, que reproduziu o esboço vencedor de Soneira. A maquete apresentada por Soneira está atualmente em exposição no museu de Nicolás García Uriburu, em Punta del Este.

### Segundo concurso
O projeto do monumento só avançou 20 anos depois, durante o primeiro governo de José Batlle y Ordóñez, quando sua construção recebeu um novo impulso. Por um lado, foi aprovada uma lei indicando a transferência do monumento a Joaquín Suárez para uma pequena praça localizada no local conhecido como Mirador Suárez. O monumento permaneceu na Praça Independência de 1896 a 1906.
Além disso, em maio de 1907, foi emitido um decreto estabelecendo um novo concurso para selecionar um modelo de escultura que estivesse de acordo com os padrões estabelecidos por Juan Zorrilla de San Martín em um memorial histórico — cuja criação foi encomendada pelo mesmo decreto — em homenagem ao herói.

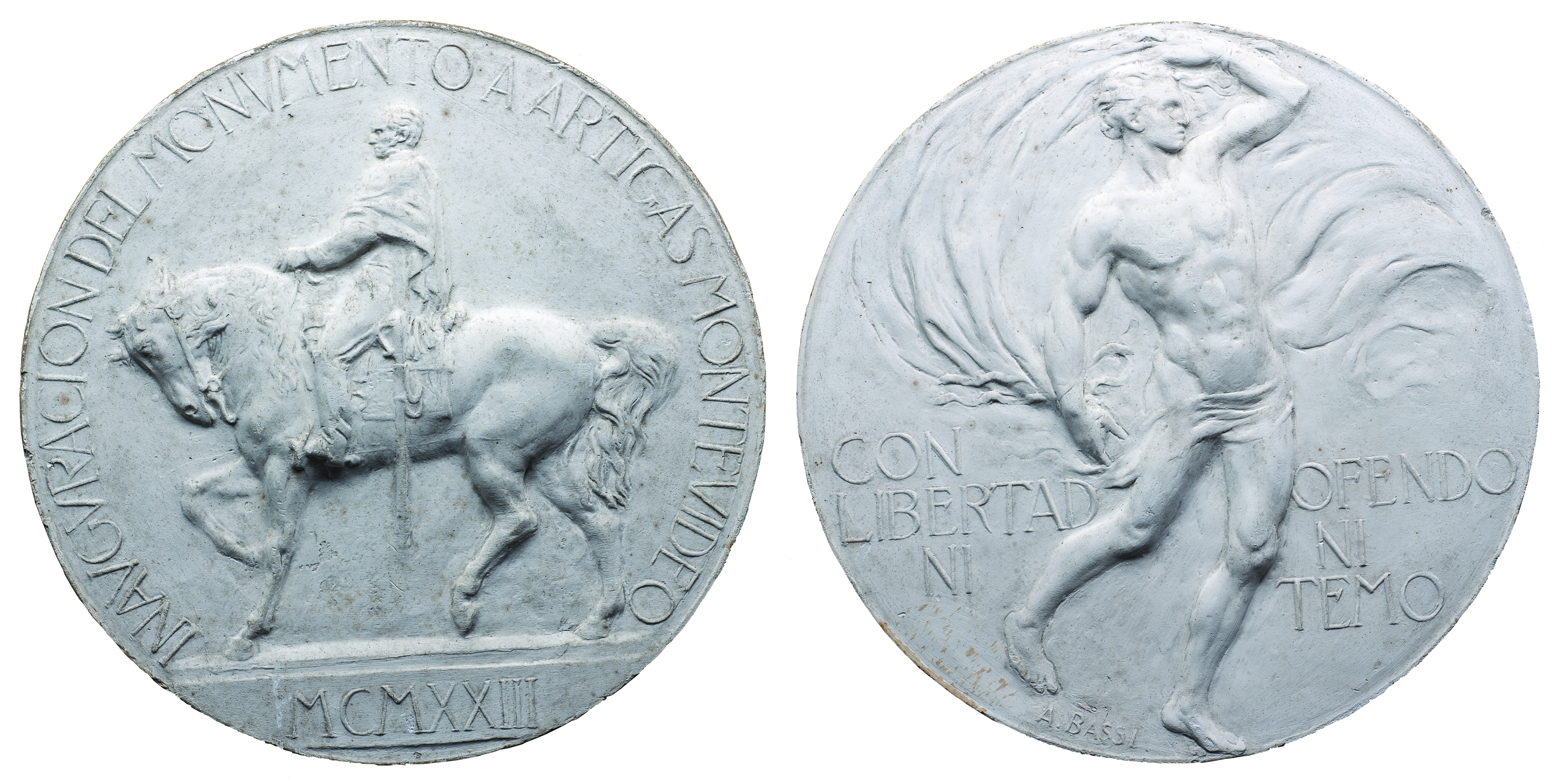
Maquete de gesso criada pelo escultor italiano Arístides Bassi para a cunhagem das moedas comemorativas emitidas na inauguração do Monumento.

Esta obra foi finalmente publicada em 1910 com o título "La epopeya de Artigas" (ed. Barreiro y Ramos) e foi integrada com informações sobre sua personalidade e história, dados documentados e gráficos existentes sobre seu feito histórico.
Neste concurso foram apresentados quase cinquenta esboços, entre os quais se encontravam propostas de escultores nacionais como José Belloni e Juan Manuel Ferrari e estrangeiros como Angelo Zanelli e Gustav Eberlein.
A comissão encarregada de avaliar os projetos selecionou as propostas de Ferrari e Zanelli como finalistas em 1913, sendo este último o vencedor do concurso.
No local definido para o monumento foi localizada a fonte luminosa "Los Ríos" - também chamada de "Cordier" em referência ao seu autor, o escultor francês Luis E. Cordier inaugurada em 25 de agosto de 1916, que foi transferida em 1922 para sua localização atual, em frente ao Hotel del Prado.

### Inauguração

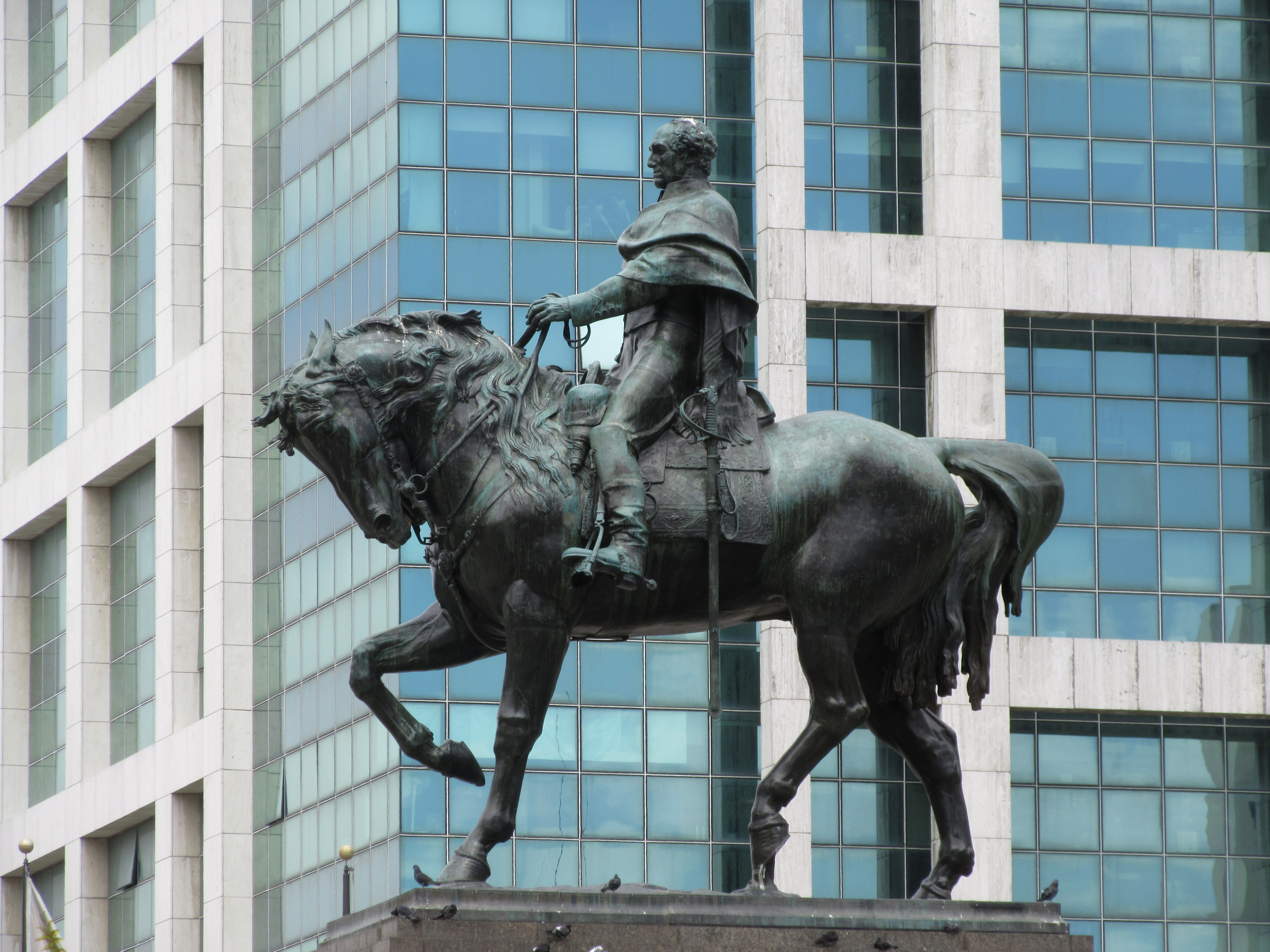
Estátua equestre de Artigas desenhada pelo escultor Angelo Zanelli.

O monumento foi inaugurado na Praça Independência em 28 de fevereiro de 1923, nos últimos dias da presidência de Baltasar Brum.
Segundo relatos da imprensa, mais de 100.000 pessoas compareceram à cerimônia de abertura, seguida de um discurso do Ministro de Obras Públicas, Santiago Calcagno, e de Zorrilla de San Martín.
Seguiu-se um desfile militar, e um esquadrão de aviões de pequeno porte sobrevoou a praça. A celebração foi encerrada com a Banda Municipal tocando Al patriarca aclamo, de Alejandro Maino.